# Kościół Ewangelicki Augsburskiego i Helweckiego Wyznania w Małopolsce

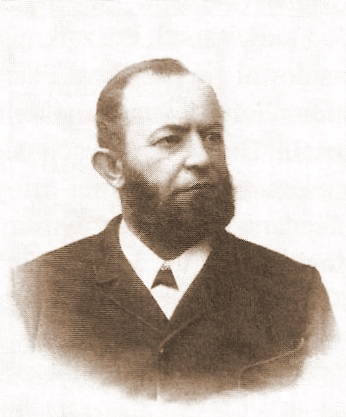
ks. Hermann Fritsche, superintendent w latach 1920–1924

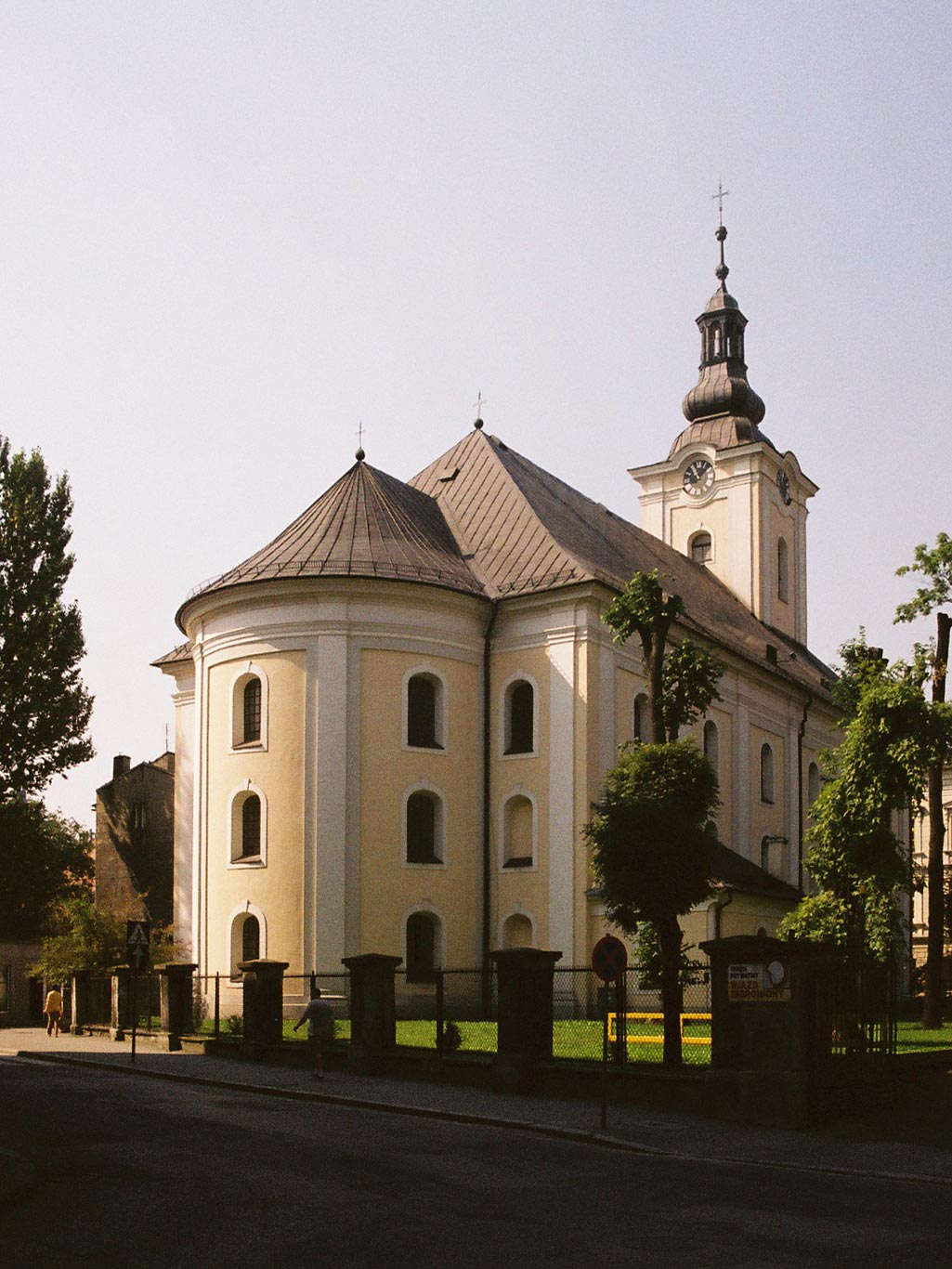
Kościół w Białej

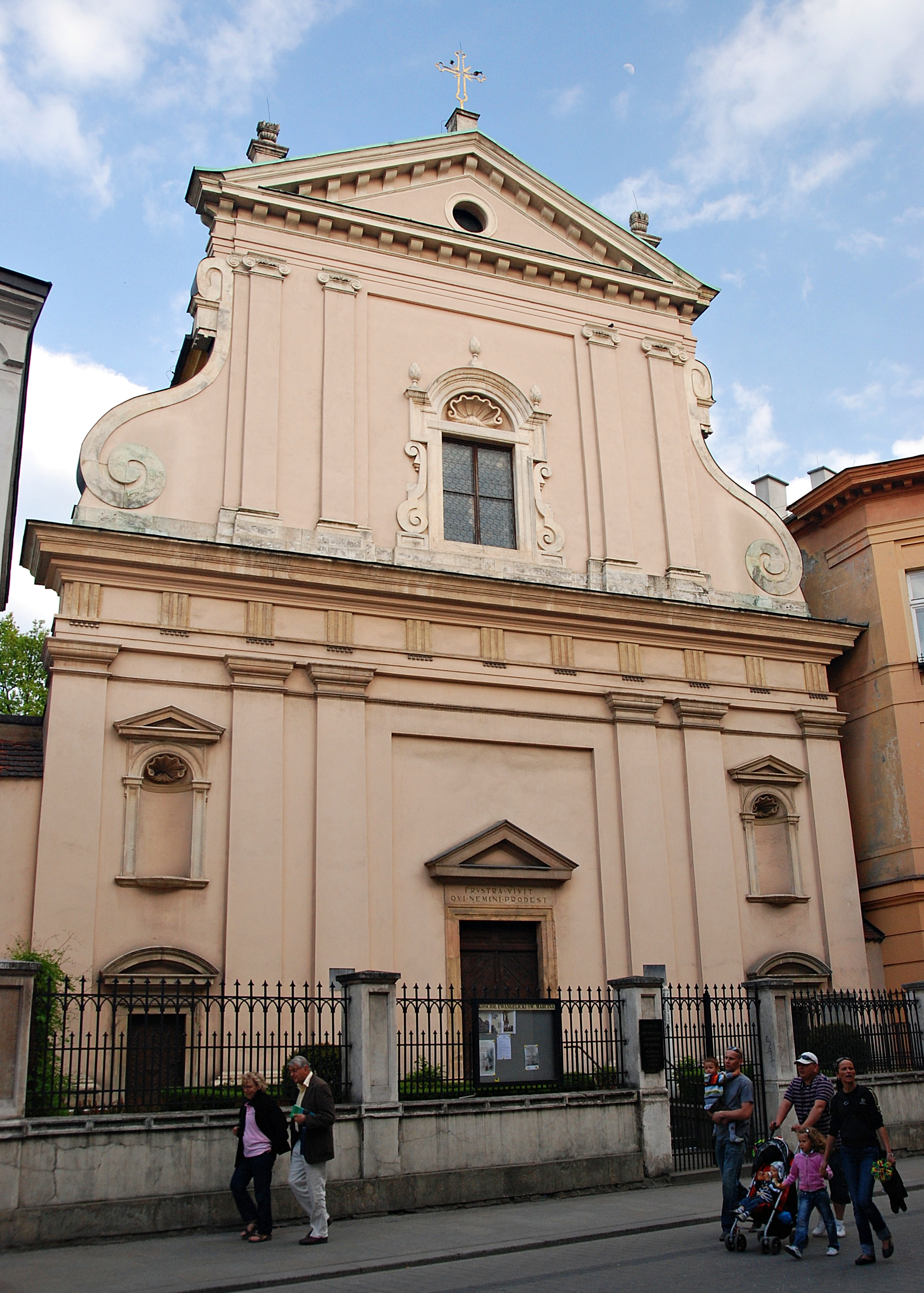
Kościół w Krakowie

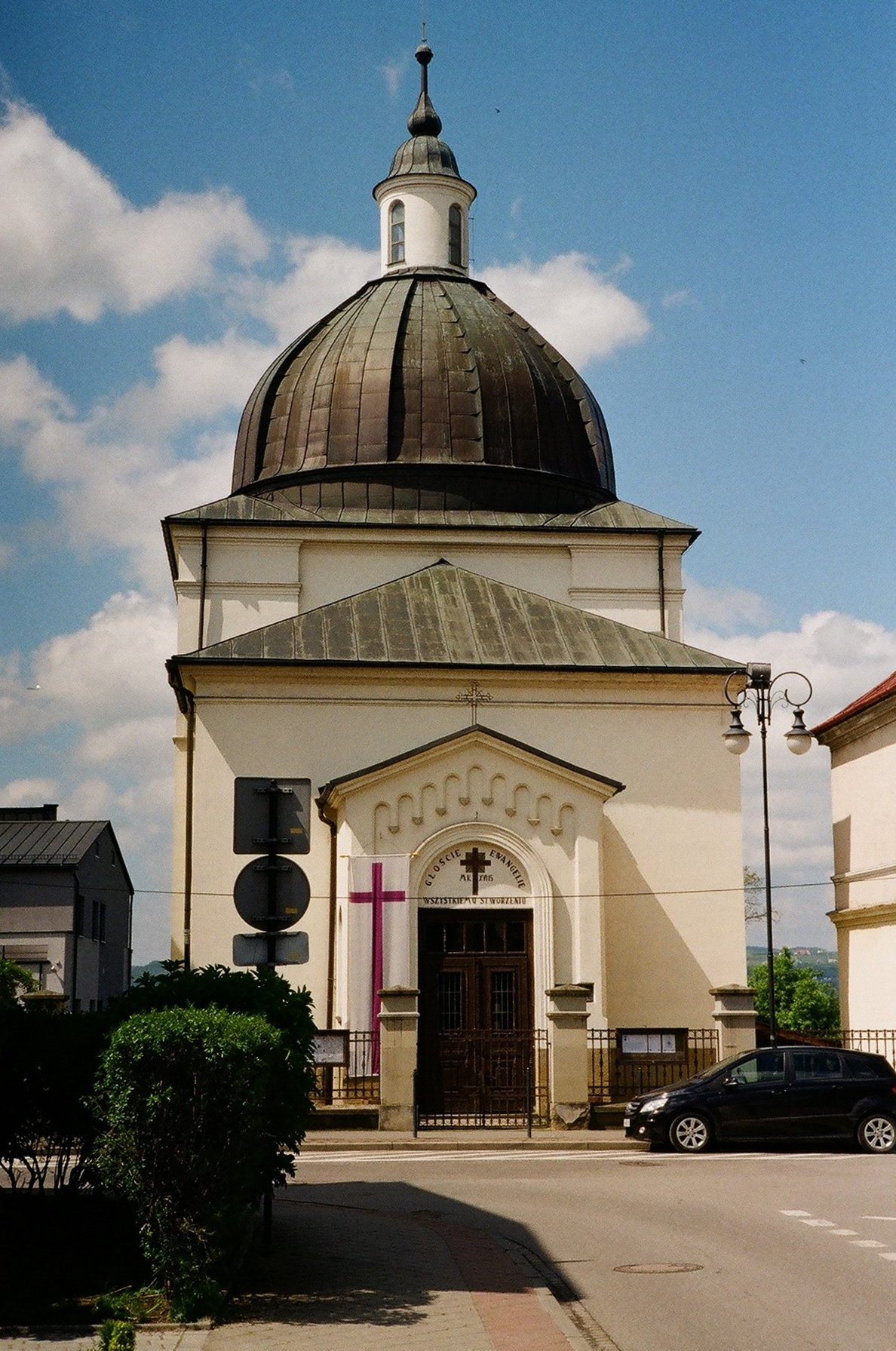
Kościół w Nowym Sączu

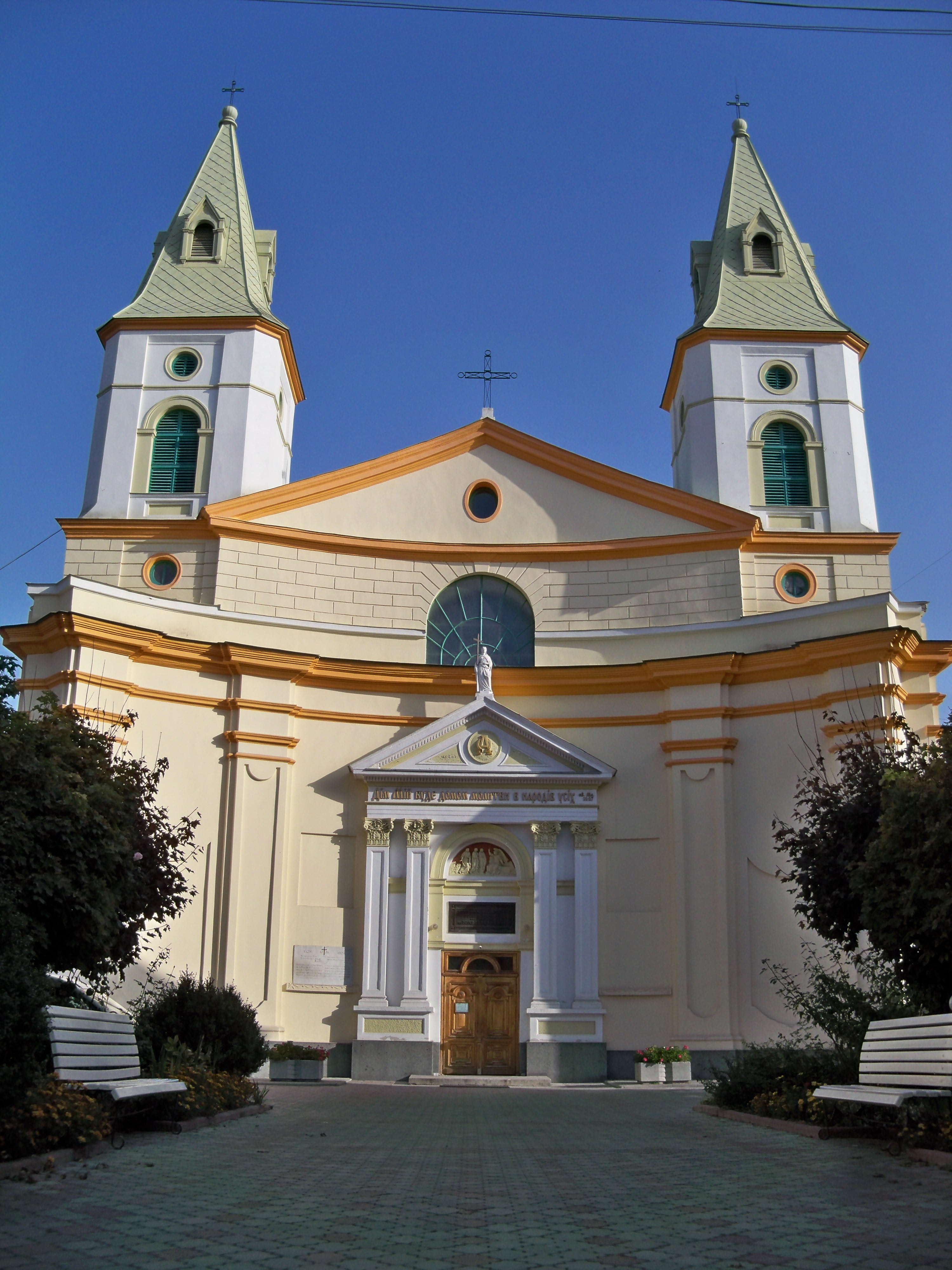
Kościół we Lwowie

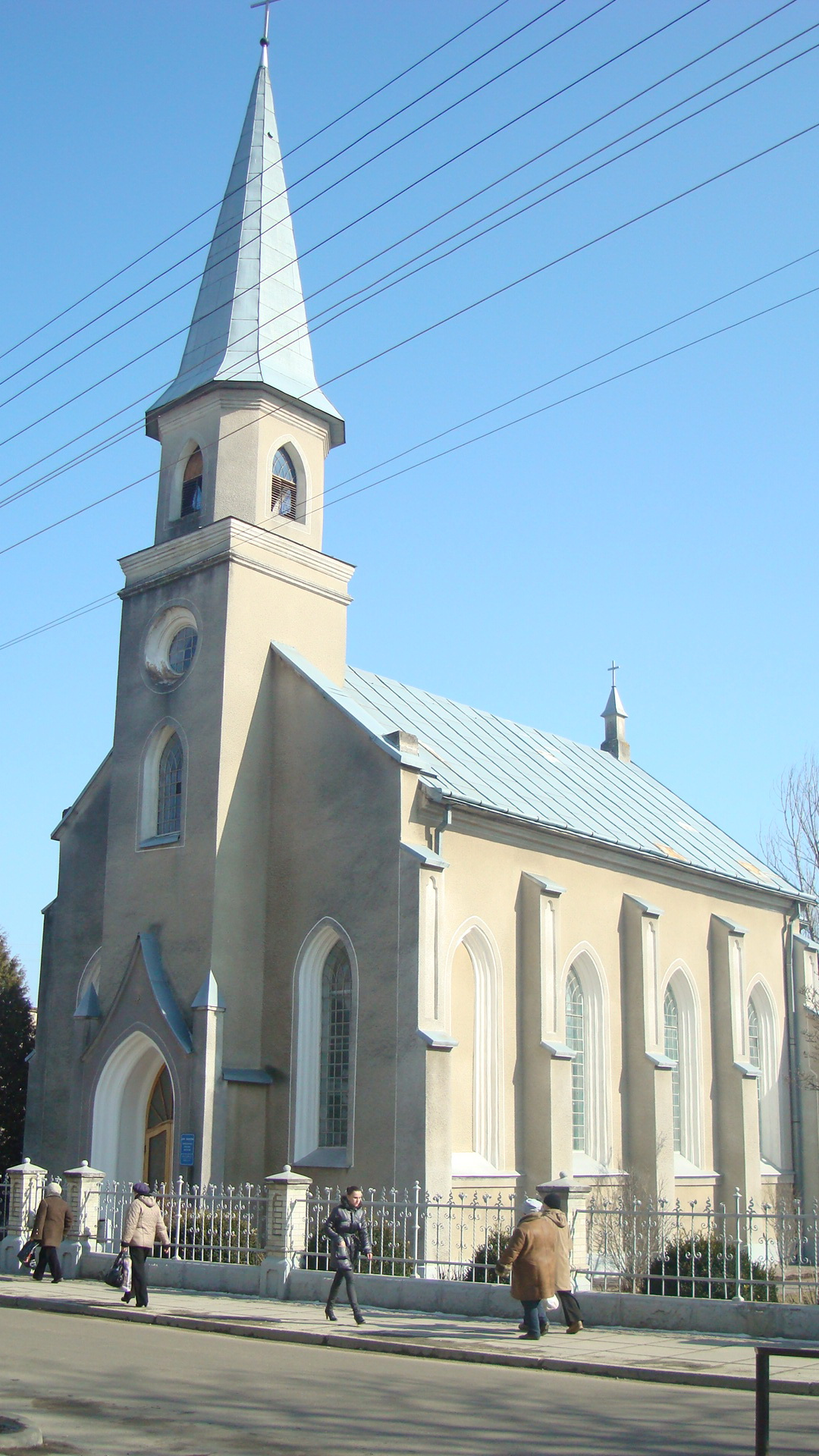
Kościół w Stryju

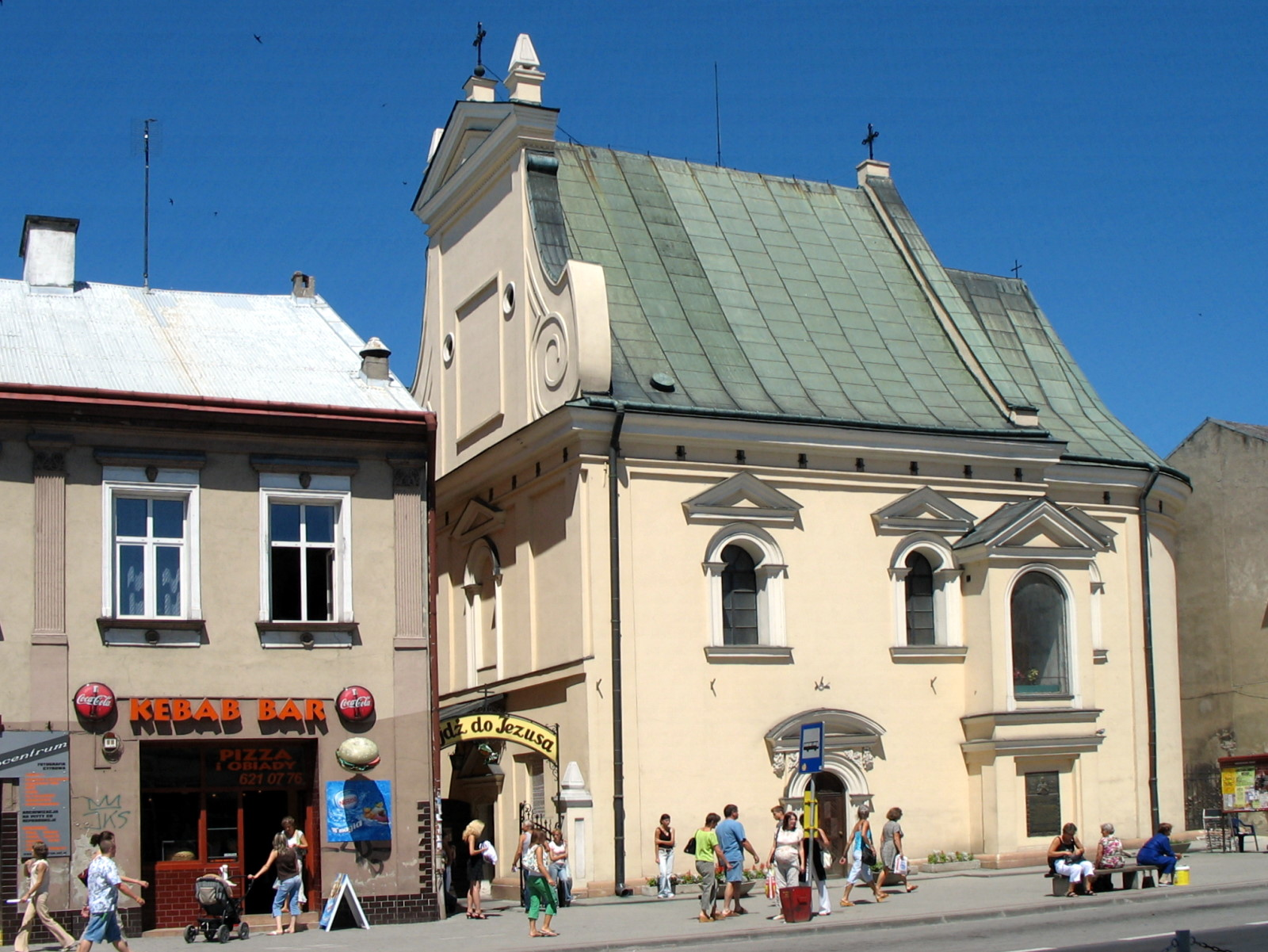
Kościół w Jarosławiu

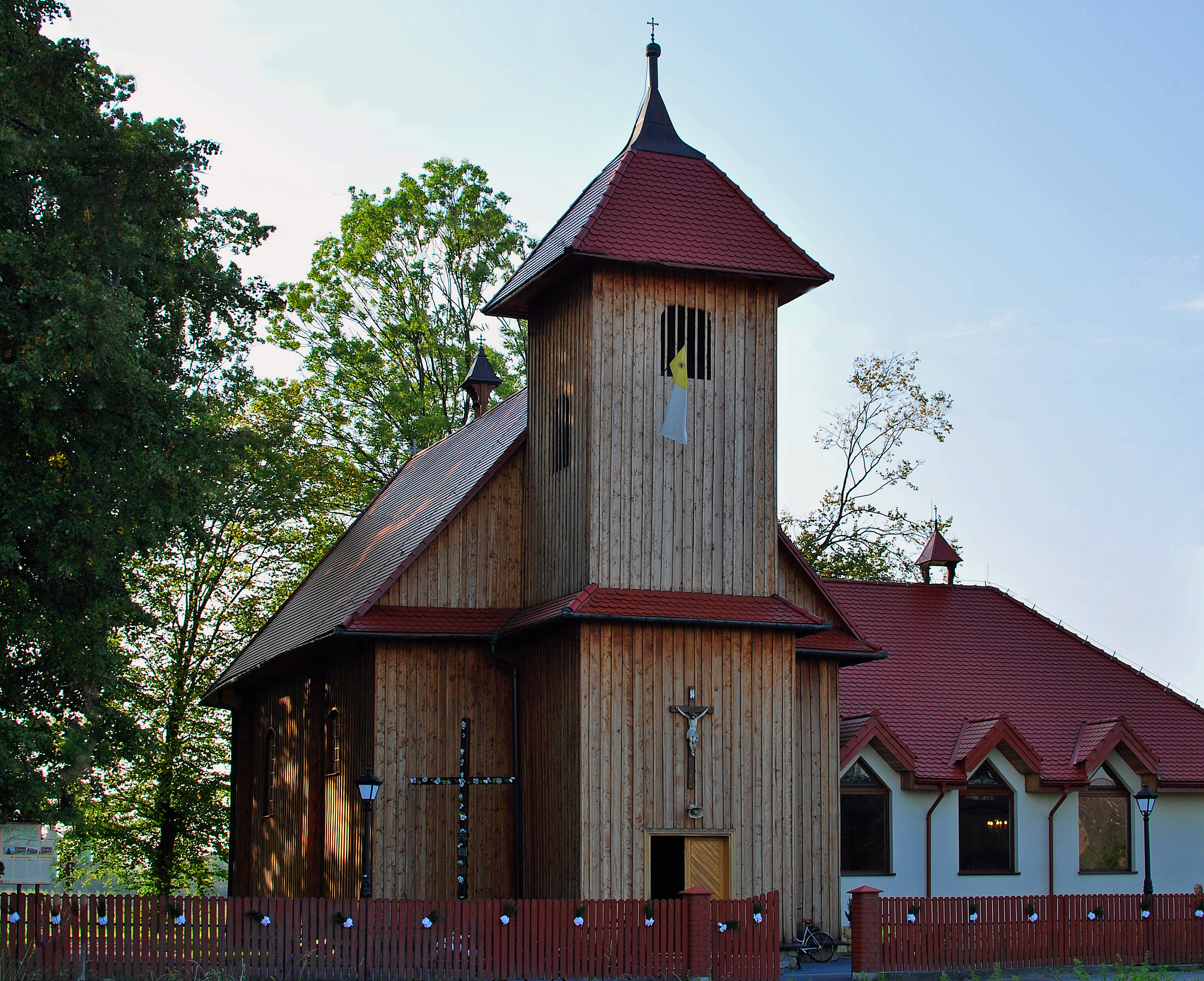
Kościół w Nowym Gawłowie

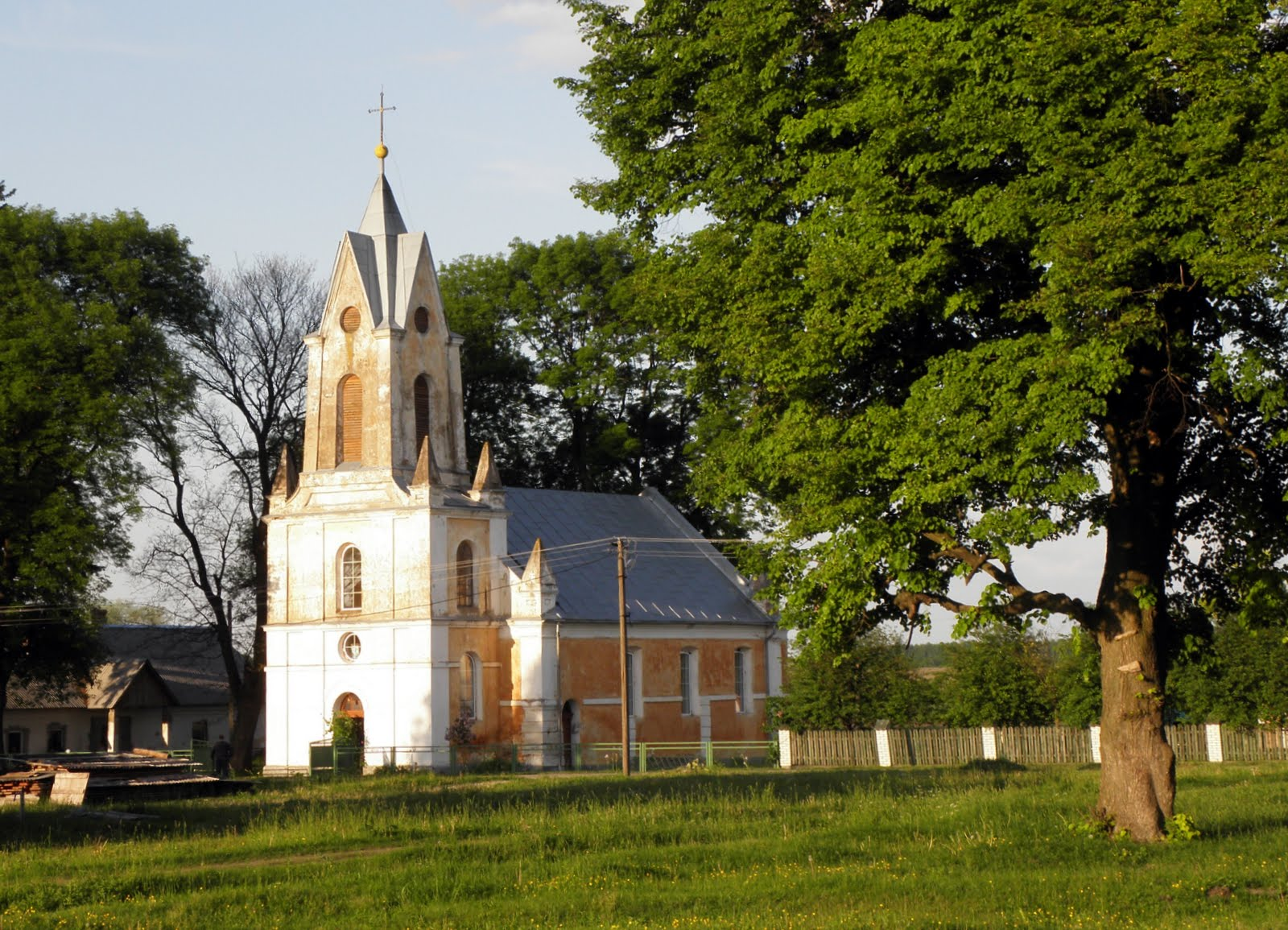
Kościół w Józefowie

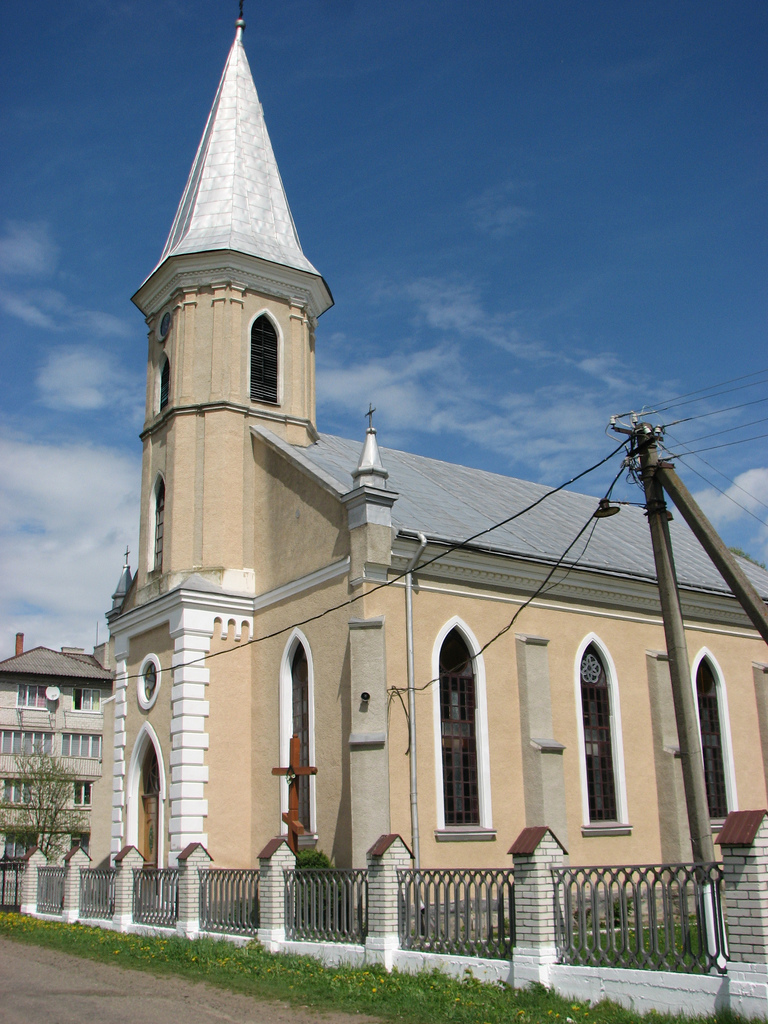
Kościół w Brygidynie

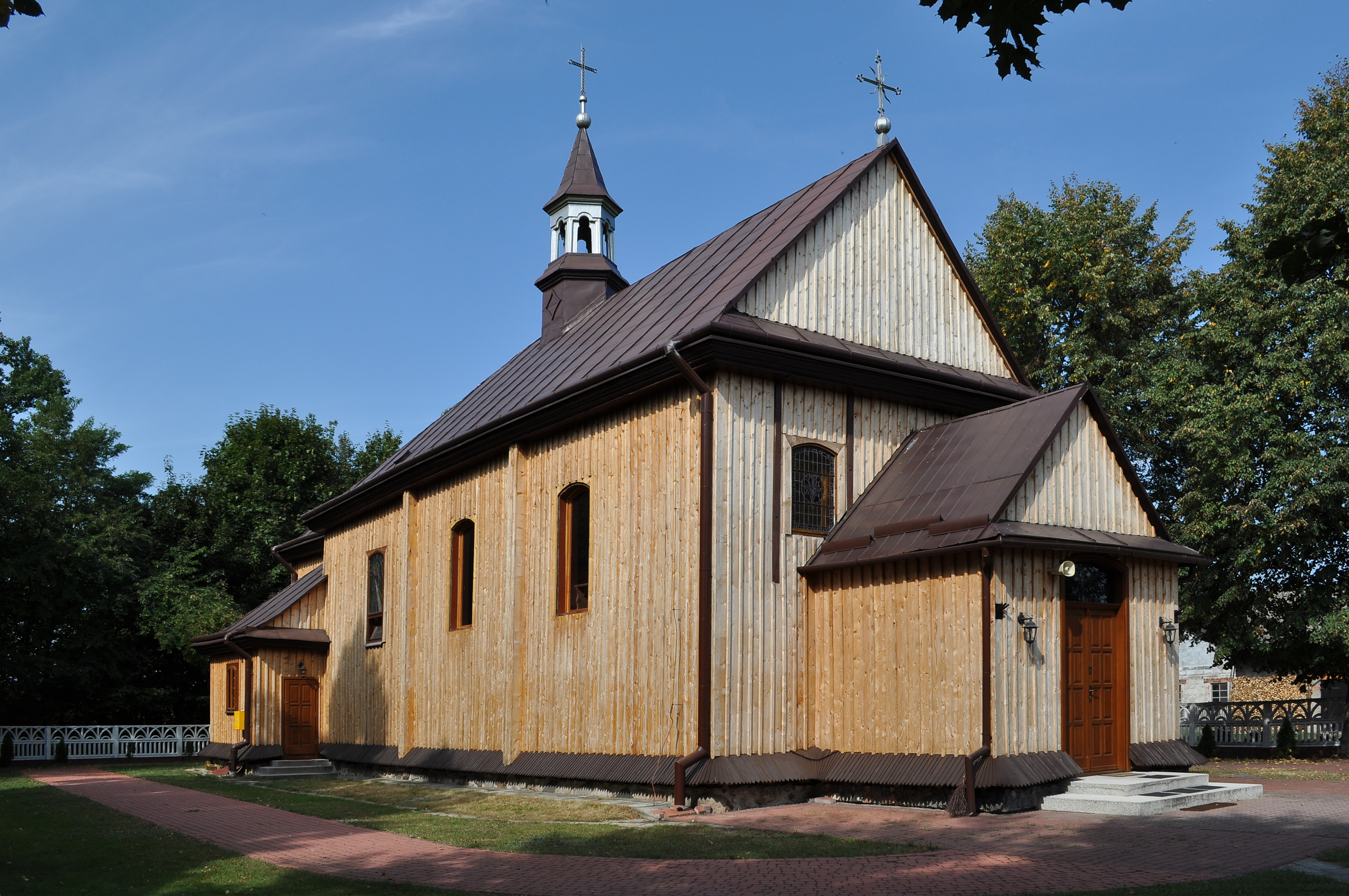
Kościół w Reisheim (Sarnów), parafia w Hochenbach

Kościół Ewangelicki Augsburskiego i Helweckiego Wyznania w Małopolsce (niem. Evangelische Kirche Augsburgischen und Helvetischen Bekenntnisses in Kleinpolen, w skrócie Evangelische Kirche A. und H. B. in Kleinpolen) – dawny samodzielny Kościół protestancki funkcjonujący w II Rzeczypospolitej działający na terenie czterech województw: krakowskiego, lwowskiego, tarnopolskiego i stanisławowskiego.

## Historia
Po upadku Austro-Węgier i odzyskaniu przez Polskę niepodległości zbory superintendentury galicyjsko-bukowińskiej zostały odcięte od władz kościelnych w Wiedniu. Ewangelicy dawnej Galicji mieli do wyboru przystąpienie do warszawskiego konsystorza Kościoła Ewangelicko-Augsburskiego w RP (tak jak zrobiły to zbory na Śląsku Cieszyńskim) lub do Ewangelickiego Kościoła Unijnego w Poznaniu (co zalecały władze kościelne w Wiedniu). Podczas zjazdu przedstawicieli małopolskich parafii ewangelickich w Krakowie w 1920 zapadła jednak decyzja o samodzielnym funkcjonowaniu. Utworzenie odrębnego związku wyznaniowego miało na celu ochronę tożsamości narodowościowej jego członków, którzy w większości byli potomkami Niemców osiadłych w Galicji na skutek akcji kolonizacji józefińskiej. Nowy Kościół został uznany przez władze Rzeczypospolitej poprzez respektowanie ustawy austriackiej z 1891 r. Jego zwierzchnikiem został ks. Hermann Fritsche.
23 lipca 1923 doszło do podziału w parafii ewangelickiej w Krakowie, w wyniku którego utworzono dwa odrębne zbory – jeden wszedł w skład konsystorza warszawskiego, a drugi – kościoła małopolskiego.
Naczelna Rada Kościelna w Wiedniu zrzekła się kierownictwa nad małopolskimi zborami 4 września 1923 i przekazała swoje zadania nowej superintendenturze z siedzibą w Białej.
Po śmierci superintendenta ks. Hermanna Fritschego w 1924, nowym zwierzchnikiem kościoła został ks. Theodor Zöckler, a centrala kościelna została przeniesiona do Stanisławowa.
W 1925 rozpoczęto akcję ewangelizacyjną skierowaną do Ukraińców zamieszkujących Pokucie, co wiązało się z przybyciem ukraińskich ewangelizatorów z Ameryki. Pierwsze nabożeństwa po ukraińsku odbyły się w kościołach w Kołomyi i Stanisławowie. Założono tam pierwsze w historii narodowo ukraińskie placówki, które połączono z małopolskimi zborami ewangelickimi. Skoncentrowane były w okolicach Stanisławowa, Buczacza i Tarnopola, gdzie powstały największe zbory luterańskie, z własnymi kościołami i domami modlitwy, m.in. Jezierzany, Pałahicze, Krechowiec, Jezupol, Hanusowiec. W 1930 większość z nich przyłączyła się jednak do warszawskiego Kościoła Ewangelicko-Reformowanego, a przy kościele małopolskim pozostało kilka ośrodków o charakterze luterańskim.
Małopolski kościół ewangelicki miał charakter wyznania zamkniętego, skupiającego się na utrzymaniu swoich wiernych przy zborach z powodów zarówno religijnych, jak i narodowościowych. Zbory kościoła rozlokowane były w większości na terenach wiejskich, a ich członkowie byli przeważnie rolnikami.
Według statystyk kościelnych, w 1931 na 130 placówek kościelnych i 31 833 wiernych przypadało jedynie 20 duchownych i 40 pracowników świeckich (około 1500 wiernych na jednego księdza). Z uwagi na tę sytuację nabożeństwa były prowadzone również przez świeckich kantorów, ewangelistów i starszych zboru.
Zbory kościoła rozlokowane w miastach takich jak Lwów, Kraków, Biała Krakowska i Jarosław posiadały znaczny majątek, na skutek dysponowania prawami własności budynków ulokowanych w centralnych dzielnicach tych miast i pobierania czynszów za ich dzierżawę. Środki te były przeznaczane na utrzymanie zborów. Parafia w Stanisławowie była ponadto właścicielem szeregu obiektów wchodzących w skład zakładów opiekuńczo-wychowawczych, będących darowizną od Theodora Zöcklera. Większość zborów na wsiach posiadała majątki ziemskie, z których dochód przeznaczały na wynagrodzenia dla księży oraz nauczycieli. Środki finansowe przyznawane były również na rzecz kościoła z ramienia funduszu Bratniej Pomocy im. Gustawa Adolfa od ewangelików niemieckich. Pieniądze potrzebne na funkcjonowanie zborów, szkół i instytucji opiekuńczych pochodziły również z subwencji państwowych. W 1928 kościół założył swój własny fundusz emerytalny.
Kościół Ewangelicki Augsburskiego i Helweckiego Wyznania w Małopolsce utrzymywał dobre stosunki z innymi wyznaniami, w 1926 jego przedstawiciel był przewodniczącym zjazdu kościołów ewangelickich, odbywającego się w Wilnie.
Kres funkcjonowania Kościoła wyznaczył wybuch II wojny światowej. Parafie, które znalazły się na terenie Generalnego Gubernatorstwa weszły w skład nowo utworzonego senioratu krakowskiego Kościoła Ewangelicko-Augsburskiego (obejmującego swoim zasięgiem terytorium dystryktu krakowskiego). Część Niemców galicyjskich, którzy stanowili większość wyznawców Kościoła, wyjechała po wkroczeniu Armii Czerwonej w styczniu 1940 r. na podstawie niemiecko-radzieckiego porozumienia o wymianie ludności w ramach akcji przesiedleńczo-kolonizacyjnej Heim ins Reich. Większość pozostałych wiernych opuściła te tereny wraz z cofającymi się wojskami niemieckimi w latach 1944–1945.
Zgodnie z artykułem 1 ustawy z dnia 4 lipca 1947 w sprawie zmiany dekretu prezydenta RP z dnia 25 listopada 1936 r. o stosunku państwa do Kościoła Ewangelicko-Augsburskiego, w skład Kościoła Ewangelicko-Augsburskiego w RP weszły dotychczasowe parafie i filiały tego kościoła, jak również parafie, które w czasach II Rzeczypospolitej były częścią pozostałych kościołów ewangelickich działających na terenie kraju, w tym Kościoła Ewangelickiego Augsburskiego i Helweckiego Wyznania.

## Wierni
| Seniorat          | Wyznanie    | Wyznanie   | Narodowość | Narodowość | Narodowość | Narodowość | Razem  |
| Seniorat          | Augsburskie | Kalwińskie | Polacy     | Niemcy     | Ukraińcy   | Inni       | Razem  |
| ----------------- | ----------- | ---------- | ---------- | ---------- | ---------- | ---------- | ------ |
| Seniorat zachodni | 4 740       | 26         | 497        | 4 269      | –          | –          | 4 766  |
| Seniorat średni   | 11 095      | 558        | 1 236      | 10 362     | 23         | 32         | 11 653 |
| Seniorat wschodni | 10 345      | 569        | 93         | 10 188     | 633        | –          | 10 914 |
| Seniorat helwecki | 1 628       | 2 872      | –          | 3 938      | 246        | –          | 4 500  |
| Razem             | 27 808      | 4 025      | 1 826      | 28 750     | 1 137      | 32         | 31 833 |

### Kwestie narodowościowe
Członkowie kościoła różnili się narodowościowo głównie w większych miastach, co powodowało konflikty wewnątrz parafii. Na przeprowadzonym 3 lutego 1934 r. zjeździe Polaków wyznania ewangelickiego we Lwowie wierni domagali się powołania księży-Polaków do posługi duszpasterskiej wśród polskich członków zborów, wprowadzenia nabożeństw w języku polskim w każdej parafii, gdzie znajdują się wierni tej narodowości oraz uregulowania stosunku państwa do kościoła odrębną ustawą. Proponowano również przyłączenie się do konsystorza warszawskiego. Władze kościoła niechętnie odnosiły się do tych postulatów.

## Ustrój, władze i administracja
Z uwagi na brak uregulowania prawnego ustroju kościoła odrębną ustawą, Kościół Ewangelicki Augsburskiego i Helweckiego Wyznania działał w oparciu o austriacką ustawę z 1891 r. z zastrzeżeniem, że Naczelna Rada Kościoła w Wiedniu zrzeka się zwierzchnictwa nad małopolskimi zborami na rzecz własnej superintendentury.
Zgodnie z ustawą, istniał czterostopniowy podział jednostek administracyjnych kościoła – zbór, seniorat, superintendentura i kościół krajowy.
Organami prawnymi odpowiednich jednostek były:
- dla zboru parafialnego:
  - urząd parafialny – funkcję jego kierownika pełnił proboszcz. Do pomocy proboszczowi powoływany był na drodze wyboru wikariusz.
  - prezbiterstwo – przy każdym zborze działało prezbiterstwo, które było organem złożonym z proboszcza oraz wybranych członków. Prezbiterstwa liczyły od 6 do 32 osób, w zależności od wielkości zboru. Proboszcz zwykle pozostawał przełożonym prezbiterstwa.
  - przedstawicielstwo zboru – było organem szerszym od prezbiterstwa. Posiadało ono od 40 do 100 członków wybieranych przez ogół członków zboru.
  - zgromadzenie zborowe – stanowiło zebranie wszystkich członków zboru.
- dla zboru senioralnego:
  - senior – zwierzchnik senioratu, wybierany na sześcioletnią kadencję.
  - wydział senioralny – ciało pomocnicze w stosunku do seniora, składało się z konseniora i kuratora senioralnego
  - zgromadzenie senioralne – składało się z seniora i wszystkich proboszczów senioratu, kuratora senioralnego, delegatów świeckich (w liczbie równej delegacji proboszczów) i przedstawicieli szkolnictwa kościelnego.
- dla zboru superintendencjalnego:
  - superintendentura – na czele z superintendentem, wybranym spomiędzy seniorów i proboszczów na dożywotnią kadencję przez zgromadzenie superintendencjalne.
  - wydział superintendencjalny – składał się z superintendenta, zastępcy superintendenta (jeden z proboszczów superintendentury), kuratora superintendencjalnego (wybranego na sześcioletnią kadencję) i członka świeckiego ze zgromadzenia superintendencjalnego.
  - zgromadzenie superintendencjalne
- dla zboru krajowego:
  - naczelna rada kościelna
  - wydział synodalny
  - synod generalny

Władza zarówno superintendencjalna, jak i krajowa była sprawowana przez superintendenta. W latach 1920–1924 urząd ten pełnił ks. Hermann Fritsche rezydujący w Białej, jego następcą został ks. Theodor Zöckler z siedzibą w Stanisławowie, sprawujący obowiązki do wybuchu II wojny światowej.
Sprawy bieżące zboru, kwestie związane z edukacją oraz działalnością charytatywną były administrowane przez jego przedstawicieli. Sprawy związane z małżeństwem były regulowane przez ustawy cywilne. Każdy ze zborów musiał należeć do senioratu – grupy zborów zrzeszonej pod zwierzchnictwem seniora. Seniorem mógł być każdy z pracujących w kościele księży, jego kadencja trwała sześć lat.
Po oderwaniu się od konsystorza wiedeńskiego, powołano wydział kościelny, który zajmował się najważniejszymi decyzjami w kościele. Składał się z czterech seniorów oraz pięciu innych członków.
Przygotowany został projekt kościelnej ustawy zasadniczej. Superintendentura utworzyła równocześnie projekt ustawy regulujący ustrój wewnętrzny kościoła, wzorujący się na ustawie austriackiej, jednak przekształcający zbór superintendencjalny w zbór ogólny. Ustawa nie została przyjęta przed 1939 rokiem.

### Podział administracyjny
Kościół początkowo podzielony był między trzy, a następnie cztery senioraty. W 1937 w jego skład wchodziły 24 parafie:
- seniorat zachodni – Biała, Hochnbach, Kraków, Nowy Gawłów, Nowy Sącz, Raniżów, Stadło
- seniorat średni – Bandrów, Dornfeld, Hartfeld, Jarosław, Józefów, Lwów, Reichau, Unterwalden
- seniorat wschodni – Brygielin, Gelsendorf, Stanisławów, Stryj, Ugartsthal, Zaleszczyki
- seniorat helwecki – Kołomyja-Baginsberg, Korosnica, Königsberg

## Organizacje i instytucje kościelne
W celu zacieśnienia wspólnoty niemieckich ewangelików utworzono około 20 różnych organizacji.
Jednostki Bratniej Pomocy im. Gustawa Adolfa działały przy prawie wszystkich zborach. Stowarzyszenie miało na celu pomoc materialną dla biedniejszych parafii oraz potrzymanie ewangelickiego ducha w ich wiernych.
Przy parafiach w większych miastach (Lwów, Biała Krakowska, Bielsko, Stryj, Stanisławów i inne) powstały organizacje pomocowe, działające na rzecz biednych, a także zapewniające opiekę i wychowanie dla sierot. Poszczególne zbory prowadziły ochronki dla dzieci, a także domy opieki dla niepełnosprawnych oraz ludzi starszych.
Dla młodzieży pokonfirmacyjnej przeznaczone były organizacje Evangelische Jünglingsverein i Jungfrauenverein. Dla starszej młodzieży powstał Ewangelicki Związek Młodzieży (Evangelishe Jugendsbund).

### Zakłady stanisławowskie
W Stanisławowie utworzono zakłady opiekuńczo-wychowawcze. Przyjmowały one tylko ewangelików, jednak na drodze wyjątku pod ich opieką znajdowali się także członkowie innych wyznań.
Zakłady stanowiły szereg instytucji podzielonych na grupy, nad którymi zwierzchnictwo sprawował superintendent ks. Theodor Zöckler:
- Grupa A, obejmująca diakonat Sarepta oraz zakłady opiekuńcze i instytucje zaopatrzeniowe
  - żłobek
  - oddział dla dzieci w wieku przedszkolnym i szkolnym w domu diakonis Sarepta
  - oddział Ebenezer dla chłopców w wieku szkolnym
  - oddział Betesda dla dziewcząt w wieku szkolnym
  - oddział Sunem dla dzieci niepełnosprawnych

- Grupa B, obejmująca bursy, zgrupowane wokół domu macierzystego Betlejem
  - bursa Elim dla uczennic szkół średnich
  - bursa Betanja dla uczennic szkół powszechnych i ludowych (w budynku bursy Elim)
  - bursa Martineum dla uczniów klas niższych szkół średnich
  - bursa Wartburg dla uczniów klas wyższych szkół średnich
  - bursa Nazaret dla uczniów szkół powszechnych i ludowych
  - bursa rękodzielnicza Nazaret II
  - bursa rękodzielnicza Friedenskort

- Grupa C, obejmująca instytucje naukowe dla dorosłych
  - diakonat zajmujący się kształceniem pielęgniarek i pracowników ochronek
  - seminarium duchowne

- Grupa D, obejmująca instytucje administracyjne

W 1929 w zakładach przebywało 406 osób, z czego 374 wyznania ewangelickiego, 30 rzymskokatolickiego i 2 żydów. W tym samym roku zakłady padły ofiarą pożaru. Spowodowało to zmniejszenie liczby osób w nich przebywających. Wpływ na to miał również wielki kryzys, skutkujący spadkiem wysokości nakładów finansowych na instytucję.

### DiakonatSarepta
Diakonat żeński Sarepta został założony w 1913 w Stanisławowie. W okresie I wojny światowej siostry z diakonatu pracowały w szpitalach wojskowych, a po zakończeniu działań wojennych powróciły do domu macierzystego. Diakonat utrzymywał partnerskie stosunki z podobnymi instytucjami działającymi w Poznaniu i Zurychu, gdzie delegowane były kandydatki na diakonise w celu pozyskania odpowiedniego wykształcenia. Diakonise w większości zajmowały się podopiecznymi stanisławowskich zakładów opiekuńczo-wychowawczych, część z nich była delegowana do zborów położonych na terenach wiejskich do pracy jako nauczycielki lub siostry zborowe.

## Szkolnictwo
Kościół kładł duży nacisk na kwestie edukacji z powodu chęci wychowania młodzieży w duchu ewangelickim, ale także w związku z ich ochroną przed polonizacją.

### Szkoły powszechne
Na mocy austriackiej ustawy z 1891 zbory mogły powoływać odrębne gminy szkolne, których granice nie musiały pokrywać się z granicami zboru. Gminy szkolne mogły wybierać przedstawicielstwa szkolne, będące odpowiednikiem prezbiterstw zborowych. Ustawa regulowała również wysokość opłat i przekazywała państwu kwestie związane z programem nauczania, doborem podręczników, czy kwalifikacjami nauczycieli.
Poszczególne parafie powołały sieć ewangelickich szkół powszechnych. Placówki te podlegały pod nadzór kuratorium oświaty, jednak ich właścicielami pozostawały zbory kościoła. We władzach kościelnych, w celu sprawowania pieczy nad jednostkami edukacyjnymi, powołano specjalny urząd referenta szkolnego.
Na terenie województw objętych działalnością kościoła małopolskiego (krakowskie, lwowskie, stanisławowskie, tarnopolskie) w roku szkolnym 1925/1926 działały 83 szkoły prowadzone przez zbory, w których naukę pobierało 2.924 dzieci oraz zatrudniano 140 nauczycieli. Działało również kilka ewangelickich organizacji szkolnych. W 37 szkołach zajęcia prowadzono w języku polskim i niemieckim, w 46 szkołach tylko w języku niemieckim, a w jednej – tylko w polskim. Placówki utrzymywane były ze środków pochodzących z opłat wnoszonych przez uczniów, specjalnego funduszu szkolnego, a także należących do nich drobnych majątków ziemskich.

### Szkoły średnie
Parafie we Lwowie i Stanisławowie prowadziły własne gimnazja o profilu humanistycznym. Były to szkoły koedukacyjne, a zajęcia odbywały się w języku niemieckim. W 1931 r. nauki w gimnazjum we Lwowie pobierało 162 uczniów, a w Stanisławowie – 142.
W Dornfeldzie w 1922 miejscowy pastor ks. dr Fr. Seefeldt powołał uniwersytet ludowy, wzorując się na podobnych placówkach działających w Danii. Szkoła prowadziła trzymiesięczne kursy w celu uzyskania wykształcenia ogólnego lub zawodowego. W końcu lat 30. ludowy uniwersytet nie prowadził już działalności, a ks. Seefeldt wyjechał do Niemiec.

### Szkoły wyższe
Kościół nie posiadał własnej uczelni wyższej, jego duchowni kształcili się w Poznaniu oraz na Wydziale Teologii Ewangelickiej Uniwersytetu Warszawskiego, gdzie jednym z wykładowców był pastor kościoła małopolskiego ks. Rudolf Kesselring.

## Wydawnictwa kościelne
Z powodu niewielkiej liczby wiernych oraz duchownych, a także braku ośrodka naukowego, kościół małopolski nie wydawał własnej literatury religijnej. Publikacje otrzymywano od kościołów niemieckich, a także z parafii innych ewangelickich związków wyznaniowych na terenie Polski.